# Youssaf El Marnissi
Youssaf El Marnissi (Al Hoceima, 2 februari 1976) is een Marokkaans autocoureur.

## Carrière
El Marnissi nam tussen 2007 en 2009 deel aan het Moroccan Circuit Racing Championship.
In 2010 nam El Marnissi samen met zijn landgenoten Ismaïl Sbaï en Larbi Tadlaoui deel aan zijn thuisrace in het World Touring Car Championship op het Stratencircuit Marrakesh voor het team Maurer Motorsport in een Chevrolet Lacetti Hij crashte echter tijdens de testsessies op de vrijdag voorafgaand aan de race, waardoor zijn auto te veel schade opliep om nog deel te kunnen nemen aan de races op zondag. Sbaï viel uit in de eerste race waardoor hij de tweede race niet meer deel kon nemen en Tadlaoui verscheen nooit op het circuit door persoonlijke problemen.